# Andreï Garbouzov
Pour les articles homonymes, voir Garbouzov.
Pas d'image ? Cliquez ici

a Compétitions nationales et continentales officielles uniquement.

b Matchs officiels uniquement.
Dernière mise à jour le 05/08/2021.
Andreï Mikhaïlovitch Garbouzov (en russe : Андрей Михайлович Гарбузов), né le 7 août 1983, est un joueur russe de rugby à XV qui joue au poste de deuxième ligne. 

## Biographie
Originaire de Krasnoïarsk, Andreï Garbouzov débute le rugby au sein de l'école de rugby locale. En 2000, il intègre l'équipe professionnelle locale de Krasny Iar. Il y jouera jusqu'en 2019, période pendant laquelle il accumulera les titres : 4 fois champion de Russie, 6 fois vainqueur de la Coupe de Russie de rugby à XV, et 1 fois vainqueur de la Supercoupe de Russie de rugby à XV. 
En 2020, il quitte le Krasny Iar pour rejoindre le VVA Podmoskovie. Au mois de février, il devient centurion, fêtant sa 100e sélection face au Portugal.
Après une saison avec le VVA, il quitte le club pour rejoindre le RC CSKA Moscou. Après l'arrêt de l'équipe première, il pense mettre un terme à sa carrière et se reconvertir en tant qu'entraîneur. Mais il est contacté pour encadrer une nouvelle équipe professionnelle, le RC Khimik Dzerjinsk, dont il devient capitaine.

## Palmarès
- Championnat de Russie de rugby à XV 2000
- Championnat de Russie de rugby à XV 2001
- Coupe de Russie de rugby à XV 2003
- Coupe de Russie de rugby à XV 2006
- Coupe de Russie de rugby à XV 2011
- Coupe de Russie de rugby à XV 2013
- Championnat de Russie de rugby à XV 2013
- Coupe des Nations de Hong Kong 2015 (en)
- Championnat de Russie de rugby à XV 2015
- Supercoupe de Russie de rugby à XV 2016
- Coupe de Russie de rugby à XV 2018
- Coupe de Russie de rugby à XV 2019

## Statistiques

### En sélection
| Année | Compétition                               | Matchs | Points | Essais | Transf. | Drops | Pénal. |
| ----- | ----------------------------------------- | ------ | ------ | ------ | ------- | ----- | ------ |
| 2005  | CEN D1 2004-2006                          | 5      | 5      | 1      | -       | -     | -      |
| 2006  | CEN D1 2004-2006                          | 4      | 5      | 1      | -       | -     | -      |
| 2006  | Coupe des nations de rugby à XV 2006 (en) | 3      | 5      | 1      | -       | -     | -      |
| 2007  | CEN D1 2006-2008                          | 4      | 5      | 1      | -       | -     | -      |
| 2008  | CEN D1 2006-2008                          | 5      | 5      | 1      | -       | -     | -      |
| 2009  | CEN D1 2008-2010                          | 3      | -      | -      | -       | -     | -      |
| 2009  | Test                                      | 1      | -      | -      | -       | -     | -      |
| 2010  | Test                                      | 1      | -      | -      | -       | -     | -      |
| 2011  | CEN D1 2010-2012                          | 5      | -      | -      | -       | -     | -      |
| 2011  | Churchill Cup 2011                        | 3      | -      | -      | -       | -     | -      |
| 2011  | Coupe du monde de rugby à XV 2011         | 4      | -      | -      | -       | -     | -      |
| 2012  | CEN D1 2010-2012                          | 4      | -      | -      | -       | -     | -      |
| 2012  | Test                                      | 2      | -      | -      | -       | -     | -      |
| 2013  | CEN D1 2012-2014                          | 2      | -      | -      | -       | -     | -      |
| 2013  | Coupe des Nations 2013                    | 3      | -      | -      | -       | -     | -      |
| 2013  | Test                                      | 2      | 5      | 1      | -       | -     | -      |
| 2014  | CEN D1 2012-2014                          | 4      | -      | -      | -       | -     | -      |
| 2014  | Qualification CDM 2015                    | 4      | -      | -      | -       | -     | -      |
| 2014  | Coupe des Nations 2014                    | 1      | -      | -      | -       | -     | -      |
| 2014  | Test                                      | 2      | -      | -      | -       | -     | -      |
| 2015  | CEN D1 2014-2016                          | 3      | -      | -      | -       | -     | -      |
| 2015  | Test                                      | 2      | -      | -      | -       | -     | -      |
| 2015  | Coupe des Nations de Hong Kong 2015 (en)  | 3      | -      | -      | -       | -     | -      |
| 2016  | CEN D1 2014-2016                          | 5      | -      | -      | -       | -     | -      |
| 2016  | Test                                      | 2      | -      | -      | -       | -     | -      |
| 2017  | REC 2017                                  | 2      | 5      | 1      | -       | -     | -      |
| 2018  | REC 2018                                  | 5      | 5      | 1      | -       | -     | -      |
| 2018  | Test                                      | 4      | -      | -      | -       | -     | -      |
| 2019  | REC 2019                                  | 4      | -      | -      | -       | -     | -      |
| 2019  | Coupe des Nations 2019                    | 1      | -      | -      | -       | -     | -      |
| 2019  | Test                                      | 1      | -      | -      | -       | -     | -      |
| 2019  | Coupe du monde de rugby à XV 2019         | 4      | -      | -      | -       | -     | -      |
| 2020  | REC 2020                                  | 2      | -      | -      | -       | -     | -      |
| Total | Total                                     | 100    | 40     | 8      | -       | -     | -      |

| Essai | Adversaire | Lieu                                      | Compétition                               | Date             | Résultat | Score |
| ----- | ---------- | ----------------------------------------- | ----------------------------------------- | ---------------- | -------- | ----- |
| 1     | Tchéquie   | Stade Iounost, Krasnodar                  | CEN D1 2004-2006                          | 12 novembre 2005 | Victoire | 52-15 |
| 1     | Ukraine    | Stade Spartak, Kiev                       | CEN D1 2004-2006                          | 27 mai 2006      | Victoire | 12-55 |
| 1     | Portugal   | Stade universitaire de Lisbonne, Lisbonne | Coupe des nations de rugby à XV 2006 (en) | 13 juin 2006     | Victoire | 17-37 |
| 1     | Espagne    | Stade national complutense, Madrid        | CEN D1 2006-2008                          | 10 février 2007  | Victoire | 14-39 |
| 1     | Tchéquie   | Stade Josef Kohout, Říčany                | CEN D1 2006-2008                          | 19 avril 2008    | Victoire | 3-49  |
| 1     | États-Unis | Allianz Park, Londres                     | Test                                      | 23 novembre 2013 | Défaite  | 7-28  |
| 1     | Belgique   | Stade Kouban, Krasnodar                   | REC 2018                                  | 17 février 2018  | Victoire | 48-7  |